# Medea (film 1969)
Medea è un film del 1969, scritto e diretto da Pier Paolo Pasolini.
Il soggetto è basato sull'omonima tragedia di Euripide e la protagonista è Maria Callas. Il film, i cui esterni furono girati in Cappadocia (Turchia), ad Aleppo (Siria), a Pisa e a Grado, ebbe un'accoglienza positiva da parte della critica, ma non riscosse il successo commerciale sperato.

## Trama
In Grecia a Iolco il re Esone è stato spodestato dal fratellastro Pelia, il quale governa con crudeltà e spietatezza, cercando in tutti i modi di uccidere l'erede al trono Giasone, mandato presso il suo mentore Chirone. In Scizia è stata raccolta una potente reliquia chiamata Vello d'oro, che in passato era appartenuta a Frisso. La pelle d'oro apparteneva al caprone sacro, inviato dagli dei per salvare il fanciullo e la sorella Elle da morte certa, ed aveva attraversato in volo tutto l'Ellesponto, mare che prenderà questo nome dalla sorella Elle che vi cadrà affondandovi. Giunto nella Colchide, Frisso viene accolto dal re Eeta. Il sovrano sacrifica a Zeus il caprone, il cui vello viene portato nel tempio del quale Medea, la figlia di Eeta, è somma sacerdotessa.
Nel prologo il centauro Chirone spiega al giovane Giasone in maniera filosofica l'armonia e l'equilibrio della natura e viene presentata la superba figura di Medea, sovrana della Colchide, una terra dall'altra parte del mondo, brutale e piena di usanze grottesche, che ospita la reliquia del Vello d'oro. Giasone, divenuto grande, ha ora la possibilità di sfidare suo zio e recuperare il suo regno. Quest'ultimo però gli chiede in cambio la preziosa pelliccia di capra, così inizia il viaggio alla ricerca della reliquia. Mentre Medea sta pregando nel tempio, ha una visione in cui vede per la prima volta l'eroe greco e se ne innamora perdutamente, così tanto da chiedere aiuto al fratello per rubare il Vello d'oro e partire con Giasone per la Grecia.
Il re suo padre lo viene a sapere e si getta all'inseguimento della figlia la quale al fine di rallentarlo, uccide il fratello lasciando pezzi del suo corpo lungo il cammino per costringere l'uomo a fermarsi. Dopo aver raccolto tutti i pezzi del corpo di suo figlio, il sovrano torna nel suo villaggio a restituirli alla madre piangente affinché abbiano una degna sepoltura. Intanto, lontana dalla sua terra e dalle sue tradizioni, Medea ha una crisi spirituale in cui le sensazioni di tormento si acuiscono quando capisce che Giasone e i suoi compagni hanno usanze totalmente opposte alle sue.
Consegnato il Vello a Pelia, quest'ultimo vien meno alla parola data negando il trono al nipote, il quale accetta sprezzante la decisione e rifiuta con sdegno di battersi oltre per il regno di suo padre. Prima di lasciare il palazzo, le ancelle preparano Medea per le nozze spogliandola dei suoi abiti barbari per vestirla come donna greca. Giasone congeda i suoi compagni di avventura e, consumata la prima notte d'amore con la sua amata, si avvia verso Corinto. Qui ritrova Chirone, il centauro che lo ha allevato da piccolo. I due hanno un dialogo filosofico nel quale il centauro fa presente a Giasone la situazione di Medea, che continua a vivere un conflitto interiore tra l'attuale realtà e la vita spirituale scandita dai rituali del suo passato nella Colchide. Giasone diviene sempre più distante dalla sua amata, nonostante i figli che questa gli dà, finché non decide di abbandonarla per sposare Glauce, figlia del re Creonte. Costui vorrebbe esiliare Medea, perché costituisce un monito e un fardello troppo grande da sopportare per sua figlia, che non ha colpe del comportamento di Giasone.
Sospinta dalle parole delle sue ancelle, che la vedono come una maga capace di tutto, Medea diventa consapevole della perdita del contatto con gli dei e del suo tragico destino, arrivando a meditare vendetta. Fa chiamare Giasone, verso il quale finge perdono, e chiede ai loro figli di portare il suo dono di nozze a Glauce: gli abiti regali con cui fuggì dalla Colchide chiedendo a Giasone solo che i suoi figli non vengano esiliati. A questo punto è inserita un'anticipazione in cui la principessa indossa gli abiti appena ricevuti in dono, dunque prende fuoco con essi insieme al padre. È la vigilia della nozze e Creonte vedendo sua figlia turbata, ingiunge a Medea di abbandonare Corinto insieme ai suoi due figli. La donna ottiene comunque un altro giorno e manda a chiamare Giasone col quale si concede l'ultima notte d'amore. L'indomani gli lascia dunque il dono per la sua nuova sposa. Non appena ricevutolo, l'innocente Glauce lo indossa e rivede nello specchio tutto il dolore di Medea. Glauce fugge e si lancia dalle mura e il padre la segue, preso dalla disperazione.
Questo non basta e la furia di Medea è ormai incontrollabile. Dopo aver ucciso i suoi figli, incendia la propria dimora, in una torre isolata appena fuori le mura della città. Il film si chiude con l'impossibile tentativo di Giasone di riportarla alla ragione, cui risponde solo una ultima rabbiosa invettiva di Medea ormai perduta tra le fiamme.

## Distribuzione

### Edizione italiana
Il doppiaggio in italiano fu eseguito presso la NIS Film. Dopo che Maria Callas si era già doppiata da sé, Pasolini, insoddisfatto, scelse di farla ridoppiare da Rita Savagnone. Questa versione fu poi accantonata a partire dall'uscita in DVD-Video nel 2003, per la quale fu recuperata la colonna audio con il doppiaggio di Callas (oltre a venire eliminati i sottotitoli per il canto popolare che si sente in molte scene).